# Rudolf Kägi
Rudolf Kägi (* 16. September 1882 in Juckern, Gemeinde Bauma; † 25. Januar 1959 in Rüti bei Dürnten) war ein Schweizer Lehrer, Heimatforscher und Schriftsteller, der in der zürichdeutschen Mundart des Tösstals schrieb. Sein Pseudonym war Heiri Brändli, daneben publizierte er auch als Ruedi Chägi unter seinem Namen in dialektaler Aussprache.

## Leben

### Familie
Rudolf Kägi war der Sohn des Schusters Johann Rudolf Kägi und dessen Ehefrau Anna Elisabeth (geb. Rüegg) († 1887); er hatte noch eine ältere Schwester.
Seit 1904 war er mit Anna Barbara (geb. Meier) verheiratet.

### Werdegang
Rudolf Kägi wuchs in einem Flarz auf. Nach dem frühen Tod seiner Mutter kam er in eine Pflegefamilie und besuchte die Primarschule in Bauma. Sein damaliger Primarlehrer setzte sich dafür ein, dass er das Seminar Küsnacht besuchen und dort 1902 seinen Abschluss als Lehrer machen konnte.
Er trat nach der Ausbildung seine erste Lehrerstelle an der Achtklassenschule in Regensdorf an und engagierte sich in verschiedenen Dorfvereinen als Dirigent. Von 1913 bis zu seiner Pensionierung unterrichtete er an der Achtklassenschule in Ellikon an der Thur.
Nachdem er in den Ruhestand gegangen war, verbrachte er seine letzten zwanzig Lebensjahren in seinem Eigenheim in Rüti, das nahe der Gemeinde Tann lag.

### Schriftstellerisches Wirken
Rudolf Kägi betätigte sich als Volkskundler und Sprachpfleger und trat durch die Veröffentlichungen von Schriften und durch Vorträge, die er auch im Radio vortrug, für die heimische Art und Sprache ein.
Der Fokus seiner schriftstellerische Tätigkeit lag in der Darstellung des zürcherischen Landlebens um die Wende vom 19. zum 20. Jahrhundert. Seine volkskundlichen Beiträge publizierte er in verschiedenen Zeitungen, vor allem im Landboten. Im Gemsberg-Verlag in Winterthur veröffentlichte er über die Jahre diverse Bücher: 1942 erschien De Flarzbueb, in dem er von seinem Elternhaus berichtete, und 1953 Fäschttag, einen Erzählband, in dem die heimatkundlichen Beschreibungen nach dem Ablauf des Landjahres angelegt sind. 1955 folgten mit Juhui e Hochsig Erzählungen aus dem Lebenslauf eines Menschen und 1958 mit Ums tägli Brot Erzählungen und Gedichte zur traditionellen ländlichen Arbeitswelt.
Anlässlich der 150-Jahr-Feier des Elliker Freiheitsbaums, einer Platane, verfasste er zum 22. Februar 1948 die Widmung Hundert Jahr und füfzgi dry stahn i da am Bach, Sunnezite hän i gseh, Chrieg und Leid und Angscht und Weh, alles han i überha, d’Freyheit cha nid undergah, die auf einer Tafel am Baum angebracht wurde.
Das vollständige Werk des Schriftstellers ist im Archiv der Gemeinde Bauma aufbewahrt, wo es öffentlich zugänglich ist.

## Schriften (Auswahl)
- De Muesnüggi. In: Schwyzerlüt: Zytschrift für üsi schwyzerische Mundarte, Band 4, Heft 7–10. 1941–1942, S. 83–86.
- De Flarzbueb – aller Gattig Sache-Sächeli us em Tösstal.  Winterthur: Geschw. Ziegler & Co., 1942.[6]
- Fäschttag – Erläbt u. zämepüschelet. Gemsberg-Verlag, Winterthur 1953.
- Juhui – e Hochsig: aller Gattig Hochsigbruuch. Gemsberg-Verlag, Winterthur 1955.
- Ums tägli Brot: Werch und Arbet in Grosvatterszite. Gemsberg-Verlag, Winterthur 1958.
- (unter dem Pseudonym Heiri Brändli:) zahlreiche in Mundart verfasste Aufsätze im Landboten, 1940 ff.